# Fagonia mahrana
Fagonia mahrana là một loài thực vật có hoa trong họ Zygophyllaceae. Loài này được Beier mô tả khoa học đầu tiên năm 2001.